# رانی جکسن
رانی جکسن (انگلیسی: Ronny Jackson؛ زادهٔ ۴ مهٔ ۱۹۶۷) پزشک آمریکایی است که هم‌اکنون پزشک رئیس‌جمهور این کشور و دریابان نیروی دریایی ایالات متحده آمریکا است و به عنوان وزیر وزارت امور کهنه سربازان نامزد شده‌است. او که نخستین بار در ۲۵ ژوئیه ۲۰۱۳ , از سوی باراک اوباما به این سمت منصوب شد، از سوی دونالد ترامپ پس از انتخابش در سال ۲۰۱۶ در سمتش حفظ شد.
در ۲۸ مارس ۲۰۱۸ , رئیس‌جمهور دونالد ترامپ از قصد خود برای نامزد کردن جکسن به عنوان وزیر امور کهنه سربازان به جای دیوید شالکین خبر داد.
جکسن سابقه حضور در عملیات آزادی عراق به عنوان پزشک طب اورژانس را داراست.

## افتخارات و جوایز
|                                         |                       |             |                           |  |  |  |  |
| Gold star · Gold star · Gold star       | Gold star · Gold star |             | Bronze star               |  |  |  |  |
| Bronze star · Bronze star               |                       | Bronze star | Bronze star               |  |  |  |  |
| Bronze eagle atop globe covering anchor |                       |             | Bronze star · Bronze star |  |  |  |  |
| Bronze star                             | Bronze star           |             |                           |  |  |  |  |
|                                         |                       |             |                           |  |  |  |  |
|                                         |                       |             |                           |  |  |  |  |